# Mistrovství Evropy juniorů v ledním hokeji 1994
Mistrovství Evropy juniorů v ledním hokeji 1994 byl 27. ročník této soutěže. Turnaj hostilo od 17. do 24. dubna finské město Jyväskylä. Hráli na něm hokejisté narození v roce 1976 a mladší.

## Výsledky

### Základní skupiny
| Poř. | Tým       | SWE  | FIN | SUI | NOR  | Z | V | R | P | Skóre | B |
| 1.   | Švédsko   | —    | 6:3 | 6:2 | 15:0 | 3 | 3 | 0 | 0 | 27:5  | 6 |
| 2.   | Finsko    | 3:6  | —   | 8:2 | 5:1  | 3 | 2 | 0 | 1 | 16:9  | 4 |
| 3.   | Švýcarsko | 2:6  | 2:8 | —   | 3:3  | 3 | 0 | 1 | 2 | 7:17  | 1 |
| 4.   | Norsko    | 0:15 | 1:5 | 3:3 | —    | 3 | 0 | 1 | 2 | 4:23  | 1 |

| Poř. | Tým     | CZE  | RUS | GER  | POL  | Z | V | R | P | Skóre | B |
| 1.   | Česko   | —    | 3:3 | 7:2  | 13:0 | 3 | 2 | 1 | 0 | 23:5  | 5 |
| 2.   | Rusko   | 3:3  | —   | 8:4  | 8:2  | 3 | 2 | 1 | 0 | 19:9  | 5 |
| 3.   | Německo | 2:7  | 4:8 | —    | 13:2 | 3 | 1 | 0 | 2 | 19:17 | 2 |
| 4.   | Polsko  | 0:13 | 2:8 | 2:13 | —    | 3 | 0 | 0 | 3 | 4:34  | 0 |

### Skupiny o konečné umístění
Vzájemné výsledky ze základních skupin se započetly celkům i do skupin o konečné umístění.
| Poř. | Tým     | SWE   | RUS   | CZE   | FIN   | Z | V | R | P | Skóre | B |
| 1.   | Švédsko | —     | 4:4   | 5:2   | (6:3) | 3 | 2 | 1 | 0 | 15:9  | 5 |
| 2.   | Rusko   | 4:4   | —     | (3:3) | 4:2   | 3 | 1 | 2 | 0 | 11:9  | 4 |
| 3.   | Česko   | 2:5   | (3:3) | —     | 6:1   | 3 | 1 | 1 | 1 | 11:9  | 3 |
| 4.   | Finsko  | (3:6) | 2:4   | 1:6   | —     | 3 | 0 | 0 | 6 | 6:16  | 0 |

| Poř. | Tým       | SUI   | GER    | NOR   | POL    | Z | V | R | P | Skóre | B |
| 5.   | Švýcarsko | —     | 7:2    | (3:3) | 6:1    | 3 | 2 | 1 | 0 | 16:6  | 5 |
| 6.   | Německo   | 2:7   | —      | 5:3   | (13:2) | 3 | 2 | 0 | 1 | 20:12 | 4 |
| 7.   | Norsko    | (3:3) | 3:5    | —     | 5:5    | 3 | 0 | 2 | 1 | 11:13 | 2 |
| 8.   | Polsko    | 2:7   | (2:13) | 5:5   | —      | 3 | 0 | 1 | 2 | 8:24  | 1 |

 Polsko sestoupilo z elitní skupiny

## Turnajová ocenění
| Ocenění                    | Brankář      | Obránce        | Obránce          | Útočníci        | Útočníci        | Útočníci         |
| -------------------------- | ------------ | -------------- | ---------------- | --------------- | --------------- | ---------------- |
| Ceny direktoriátu IIHF     | Tomáš Vokoun | Mattias Öhlund | Mattias Öhlund   | Johan Davidsson | Johan Davidsson | Johan Davidsson  |
| All-Star Tým (podle médií) | Tomáš Vokoun | Mattias Öhlund | Oleg Tverdovskij | Patrik Eliáš    | Johan Davidsson | Dmitrij Klevakin |

### Produktivita
| Hráč                         | Góly | Asistence | Kanadské body |
| ---------------------------- | ---- | --------- | ------------- |
| Dmitrij Klevakin             | 6    | 7         | 13            |
| Johan Davidson               | 5    | 7         | 12            |
| Vadim Epančincev             | 5    | 5         | 10            |
| Oleg Tverdovskij             | 1    | 9         | 10            |
| Petr Sýkora a Florian Keller | 5    | 4         | 9             |

## Mistři Evropy - Švédsko
Brankáři: Mikael Johansson, Henrik Smangs

Obránci: Mattias Öhlund, Daniel Tjärnqvist, David Petrasek, Stefan Björk, Johan Finnström, Magnus Karlsson, Kim Johnsson, Tobias Björklund

Útočníci: Johan Davidsson, Daniel Olsson, Markus Eriksson, Patrik Boij, Kristofer Ottosson, Anders Burström, Daniel Karlsson, Stefan Öhman, Fredrik Möller, Peter Nylander, Peter Högardh, Nils Ekman.

## Česká reprezentace
Brankáři: Tomáš Vokoun, Petr Kuběna

Obránci: Petr Buzek, Miloslav Gureň, Jan Němeček, Robert Jindřich, Pavel Trnka, Marian Meňhart, Lubomír Jandera, Martin Masák

Útočníci: Petr Sýkora, Josef Marha, Patrik Eliáš, Jan Hlaváč, Václav Varaďa, Radek Dvořák, Jan Hrdina, Roman Vopat, Zdeněk Skořepa, Patrik Fink, Tomáš Píša, Aleš Sochorec.

## Nižší skupiny

### B skupina
Šampionát B skupiny se odehrál v Székesfehérváru v Maďarsku, postup na mistrovství Evropy juniorů 1995 si vybojovali Bělorusové. Do skupiny C sestoupilo Španělsko.
1.  Bělorusko

2.  Maďarsko

3.  Dánsko

4.  Rakousko

5.  Itálie

6.  Rumunsko

7.  Francie

8.  Španělsko

### C skupina
Šampionát skupiny C se odehrál v Bledu ve Slovinsku, vyhráli jej Slováci a postoupili do skupiny B. Prvních pět mužstev a Španělé byli za rok zařazeni do skupiny C1, zbytek do skupiny C2.
1.  Slovensko

2.  Lotyšsko

3.  Slovinsko

4.  Ukrajina

5.  Estonsko

6.  Velká Británie

7.  Litva

8.  Chorvatsko

9.  Nizozemí

10.  Bulharsko